# Agíades
Els agíades (en grec antic: Ἀγιάδαι 'Agiadai') eren els membres de la dinastia agíada que va governar Esparta juntament amb els euripòntides. El seu ancestre era el mític rei Agis, fill d'Eurístenes (segle xi aC).